# Михнівська сільська рада (Ізяславський район)
Ми́хнівська сільська́ ра́да — адміністративно-територіальна одиниця та орган місцевого самоврядування в Ізяславському районі Хмельницької області. Адміністративний центр — село Михнів.

## Загальні відомості
Михнівська сільська рада утворена в 1944 році.
- Територія ради: 42,587 км²
- Населення ради: 1 402 особи (станом на 2001 рік)

## Населені пункти
Сільській раді підпорядковані населені пункти:
- с. Михнів
- с. Закружці
- с. Покощівка

## Річки
Територією сільської ради протікає річка Горинь, права притока Прип'яті. Басейн Дніпра. Тече в південно-східному напрямку від села Білижинці, повз село Покощівка, біля якого завертає на північний схід, через село Михнів, після якого круто повертає на захід і далі на північний захід в сторону села Дібрівка.
На території сільської ради побудована система меліоративних каналів, які на півночі примикають до села Покощівка і річки Горинь, а на півдні доходять до села Закружці і автомобільного шляху Н02 Кременець — Ржищів.

## Склад ради
Рада складається з 16 депутатів та голови.
- Голова ради: Антонюк Надія Василівна
- Секретар ради: Франкова Зоя Миколаївна

### Керівний склад попередніх скликань
| Прізвище, ім'я, по батькові    | Основні відомості                                                 | Дата обрання | Дата звільнення |
| ------------------------------ | ----------------------------------------------------------------- | ------------ | --------------- |
| Харчук Олександр Володимирович | Сільський голова, 1955 року народження, безпартійний              | 26.03.2006   | 31.10.2010      |
| Антонюк Надія Василівна        | Сільський голова, 1964 року народження, освіта вища, позапартійна | 31.10.2010   |                 |

Примітка: таблиця складена за даними сайту Верховної Ради України

### Депутати
За результатами місцевих виборів 2010 року депутатами ради стали:

#### За суб'єктами висування
| Суб'єкт висування                 | Кількість обраних депутатів | %    |
| --------------------------------- | --------------------------- | ---- |
| Народна партія                    | 6                           | 37,5 |
| Партія регіонів                   | 6                           | 37,5 |
| Політична партія «Сильна Україна» | 2                           | 12,5 |
| Соціалістична партія України      | 2                           | 12,5 |

#### За округами
| № округу                          | Прізвище, ім'я, по батькові    | Дата визнання обраним | Освіта  | Партійна приналежність                  | Відомості про обраного депутата                                                               |
| --------------------------------- | ------------------------------ | --------------------- | ------- | --------------------------------------- | --------------------------------------------------------------------------------------------- |
| Народна Партія                    |                                |                       |         |                                         |                                                                                               |
| 1                                 | Ляшук Любов Павлівна           | 04.11.2010            | середня | член Народної партії                    | пенсіонер                                                                                     |
| 2                                 | Григорук Галина Олексіївна     | 04.11.2010            | середня | член Народної партії                    | магазин ПП Поділля, продавець                                                                 |
| 6                                 | Франкова Зоя Миколаївна        | 04.11.2010            | вища    | член Народної партії                    | Михнівська сільська рада, секретар сільської ради                                             |
| 8                                 | Власюк Тетяна Іванівна         | 04.11.2010            | вища    | член Народної партії                    | Михнівська сільська рада, головний бухгалтер                                                  |
| 12                                | Тарасюк Ганна Дмитрівна        | 04.11.2010            | вища    | член Народної партії                    | Михнівська сільська рада, завідувачка фельдшерсько-акушерського пункту                        |
| 16                                | Харчук Наталія Дмитрівна       | 04.11.2010            | середня | член Народної партії                    | тимчасово не працює                                                                           |
| Партія регіонів                   |                                |                       |         |                                         |                                                                                               |
| 3                                 | Гурська Валентина Павлівна     | 04.11.2010            | вища    | позапартійна                            | Михнівська сільська рада, завідувачка дитячого садка                                          |
| 4                                 | Дячук Валентина Іванівна       | 04.11.2010            | середня | позапартійна                            | Поштове відділення зв'язку с. Михнів, начальник відділення зв'язку                            |
| 7                                 | Прокопюк Галина Анатоліївна    | 04.11.2010            | вища    | позапартійна                            | Ізяславський територіаль- ний центр по обслуговуванню одиноких громадян, соціаль-ний робітник |
| 9                                 | Сидорчук Надія Дмитрівна       | 04.11.2010            | середня | позапартійна                            | Михнівська сільська рада, художній керівник                                                   |
| 13                                | Семченко Тетяна Василівна      | 04.11.2010            | вища    | позапартійна                            | Михнівська сільська рада, завідувачка сільського клубу                                        |
| 15                                | Харчук Олександр Олександрович | 04.11.2010            | середня | позапартійний                           | Михнівська сільська рада, завідувач сільського клубу                                          |
| Політична партія «Сильна Україна» |                                |                       |         |                                         |                                                                                               |
| 10                                | Кулішевська Наталія Вікторівна | 04.11.2010            | вища    | член Політичної партії «Сильна Україна» | Ізяславський територіальний центр по обслуговуванню одиноких громадян, соціальний робітник    |
| 11                                | Гринчук Володимир Анатолійович | 04.11.2010            | середня | член Політичної партії «Сильна Україна» | Михнівська загальноосвітня школа І-ІІІ ст., сторож                                            |
| Соціалістична партія України      |                                |                       |         |                                         |                                                                                               |
| 5                                 | Буйніцька Ірина Валеріївна     | 04.11.2010            | середня | член Соціалістичної партії України      | Михнівська загальноосвітня школа І-ІІІ ст., завгосп                                           |
| 14                                | Чорний Василь Анатолійович     | 04.11.2010            | вища    | член Соціалістичної партії України      | ТОВ Компанія «Укреліт-агро», механізатор                                                      |

## Господарська діяльність
Основним видом господарської діяльності населених пунктів сільської ради є сільськогосподарське виробництво. Воно складається з фермерського сільськогосподарського товариства ТОВ компанія «Укрелітагро» і індивідуальних селянських (фермерських) господарств. Основним видом сільськогосподарської діяльності є вирощування зернових, технічних культур і виробництво м'ясо-молочної продукції, допоміжним — вирощування овочевих культур.
На території сільської ради є два кар'єри: діючий суглинковий — біля села Михнів, і недіючий вапнякової жерстви — біля села Покощівка. В селі Михнів працює млин і кузня.